# Beng Rovigo Volley
Beng Rovigo Volley – żeński klub siatkarski z Włoch, założony w 2010 r. w Rovigo. Obecnie klub występuje pod nazwą Beng Rovigo Volley w Serie A2.

## Historia
Klub Beng Rovigo Volley powstał 1 lipca 2010 roku i występował we włoskiej Serie B2 do sezonu 2010/11. W sezonie 2011/12 dzięki pierwszemu miejscu klub uzyskał awans do Serie B1. Na koniec sezonu 2012/13 zespół wywalczył awans do Serie A2 gdzie występuje nieprzerwanie od sezonu 2013/14.

## Polki w klubie
| Lata gry  | Imię i nazwisko |
| --------- | --------------- |
| 2015-2016 | Patrycja Polak  |
| 2015-2016 | Laura Tomsia    |

## Zawodniczki w sezonie 2015/2016
| Numer | Imię i nazwisko      | Pozycja | Data urodzenia       | Narodowość |
| ----- | -------------------- | ------- | -------------------- | ---------- |
| 1     | Barbara Bacciottini  | R       | 28 lipca 1994        | Włochy     |
| 2     | Maria Chiara Norgini | L       | 11 września 1998     | Włochy     |
| 3     | Silvia Fiori         | L       | 18 lipca 1994        | Włochy     |
| 4     | Sirya Tangini        | S       | 1 października 1997  | Włochy     |
| 5     | Eleonora Furlan      | S       | 10 marca 1995        | Włochy     |
| 6     | Adele Poggi          | P       | 29 marca 1996        | Włochy     |
| 7     | Patrycja Polak       | P       | 23 lutego 1991       | Polska     |
| 8     | Ludovica Scapati     | S       | 1 lipca 1996         | Włochy     |
| 9     | Gaia Moretto         | S       | 18 września 1994     | Włochy     |
| 10    | Laura Tomsia         | P/A     | 19 października 1992 | Polska     |
| 12    | Laura Grigolo        | P       | 1 marca 1996         | Włochy     |
| 14    | Gloria Lisandri      | P       | 28 stycznia 1994     | Włochy     |
| 18    | Cecilia Vallicelli   | R       | 25 września 1993     | Włochy     |